# 阿里韦
阿里韦（西班牙語：Arive）是西班牙纳瓦拉的一个市镇。总面积4平方公里，总人口58人（2001年），人口密度15人/平方公里。